# Helena Rapaport
Helena Rapaport (Ekerö, 26 agosto 1994) è un'ex sciatrice alpina svedese.

## Biografia
Attiva in gare FIS dal novembre del 2009, la Rapaport ha esordito in Coppa Europa il 14 febbraio 2012 a Sella Nevea in supergigante, senza completare la prova, e in Coppa del Mondo il 4 dicembre 2015 a Lake Louise in discesa libera (43ª); il giorno successivo ha ottenuto, nelle medesime località e specialità, il suo miglior piazzamento nel massimo circuito internazionale (39ª).
Ai Mondiali di Åre 2019, sua unica presenza iridata, si è classificata 35ª nella discesa libera e non ha completato il supergigante. Si è ritirata al termine della stagione 2019-2020; la sua ultima gara in Coppa del Mondo è stata il supergigante di Garmisch-Partenkirchen del 9 febbraio, che non ha completato, e l'ultima gara in carriera è stata la discesa libera dei Campionati svedesi juniores 2020, disputata l'11 marzo a Duved e chiusa dalla Rapaport al 6º posto.

## Palmarès

### Coppa Europa
- Miglior piazzamento in classifica generale: 79ª nel 2020

### Campionati svedesi
- 6 medaglie:
  - 1 oro (supergigante nel 2015)
  - 2 argenti (discesa libera nel 2015; supergigante nel 2017)
  - 3 bronzi (supergigante nel 2011; discesa libera nel 2014; discesa libera nel 2017)